# Sun Goes Down (canción de Robin Schulz)
«Sun Goes Down» es una canción del DJ y productor alemán Robin Schulz con la colaboración de la cantante británica Jasmine Thompson. La canción fue lanzada en Alemania como descarga digital el 24 de octubre de 2014. Alcanzó el número dos en la lista alemana de sencillos. Sirvió como canción oficial de la Copa de Oro de la Concacaf 2015.
La composición de la canción está hecha en un piano, y una caída de saxofón, acompañado por ritmos de Schulz y voces de Thompson. Al comienzo de la canción, la voz y la caída, se escucha un efecto de sonido corniformemente ruidoso.

## Video musical
El video musical de «Sun Goes Down» se filmó en septiembre de 2014 por el director Lilja y muestra a varios protagonistas en diferentes lugares de toda Europa.. El video es un collage de momentos cotidianos íntimos que no podría ser más diferente. Sin embargo, una cosa que todos ellos comparten es el momento en el que el tiempo parece haberse detenido y que el mundo tome una respiración profunda.
Rodada en cuatro lugares alrededor de Europa, el video muestra a la actriz y modelo Milla Puolakanaho en Turku, Finlandia, un grupo de amigos alrededor de la directora de fotografía Karol Łakomiec y de la cantante Kasia Zielińska en una azotea en Varsovia, Polonia, el artista de terracota Dino Daddiego en el casco antiguo de Sassi di Matera, Italia, así como los dos intérpretes de la canción, Robin Schulz y Jasmine Thompson en Londres, Inglaterra. La reunión de Jasmine Thompson y sus amigas se rodó en el Burgess Park en Southwark, y la parte donde aparece Robin Schulz son imágenes filmadas durante un concierto habitual en la discoteca EGG LDN.
Las antenas fueron filmados por Markus Gelhard de Zebraworkz en locaciones de Turku y Matera.
La duración total del vídeo es de dos minutos y cincuenta y cuatro segundos. El video se estrenó el 1 de octubre de 2014 en el canal de YouTube de Robin Schulz y ha recibido más de 500 millones de visitas.

## Lista de canciones
| Descarga digital - Sencillo |                                          |          |  |
| N.º                         | Título                                   | Duración |  |
| 1.                          | «Sun Goes Down» (feat. Jasmine Thompson) | 2:57     |  |

| Descarga digital - Remixes |                                                              |          |  |
| N.º                        | Título                                                       | Duración |  |
| 1.                         | «Sun Goes Down» (feat. Jasmine Thompson) (Tocadisco Remix)   | 5:54     |  |
| 2.                         | «Sun Goes Down» (feat. Jasmine Thompson) (TEEMID Remix)      | 3:41     |  |
| 3.                         | «Sun Goes Down» (feat. Jasmine Thompson) (Pingpong Remix)    | 6:13     |  |
| 4.                         | «Sun Goes Down» (feat. Jasmine Thompson) (Kris Menace Remix) | 4:00     |  |
| 5.                         | «Sun Goes Down» (feat. Jasmine Thompson) (ManiezzL Remix)    | 4:50     |  |

## Posicionamiento en listas

### Listas semanales
| Lista (2014–2015)                                 | Mejor posición |
| ------------------------------------------------- | -------------- |
| Alemania (Offizielle Deutsche Charts)             | 2              |
| Australia (ARIA)                                  | 7              |
| Austria (Ö3 Austria Top 40)                       | 3              |
| Bélgica (Flandes) (Ultratop 50)                   | 6              |
| Bélgica (Valonia) (Ultratop 50)                   | 8              |
| Colombia (Monitor Latino)                         | 5              |
| España (Top 100 Canciones)                        | 27             |
| Estados Unidos (Billboard Dance/Electronic Songs) | 21             |
| Finlandia (OFC)                                   | 18             |
| Francia (SNEP)                                    | 15             |
| Hungría (Dance Top 40)                            | 6              |
| Irlanda (IRMA)                                    | 11             |
| Italia (FIMI)                                     | 62             |
| Polonia (Polish Airplay Top 100)                  | 2              |
| Reino Unido (UK Singles Chart)                    | 94             |
| Suecia (Sverigetopplistan)                        | 57             |
| Suiza (Schweizer Hitparade)                       | 3              |

### Listas anuales
| Lista (2015)                           | Posición |
| -------------------------------------- | -------- |
| Alemania ((Offizielle Deutsche Charts) | 58       |
| Australia (ARIA)                       | 70       |
| Polonia (ZPAV)                         | 49       |

## Certificaciones
| País     | Organismo certificador | Certificación | Ventas  | Ref.   |
| -------- | ---------------------- | ------------- | ------- | ------ |
| Alemania | BVMI                   | 3× Oro        | 600 000 | [ 24 ] |
| Austria  | IFPI Austria           | Oro           | 15 000  | [ 25 ] |
| Italia   | FIMI                   | Oro           | 25 000  | [ 26 ] |
| Suiza    | IFPI Suiza             | Platino       | 30 000  | [ 27 ] |

## Fecha de lanzamiento
| Región      | Fecha                 | Formato          | Discográfica                  |
| ----------- | --------------------- | ---------------- | ----------------------------- |
| Alemania    | 24 de octubre de 2014 | Descarga digital | Tonspiel (Warner Music Group) |
| Reino Unido | 7 de junio de 2015    | Descarga digital | Tonspiel (Warner Music Group) |